# Kostel svatého Jakuba Staršího (Bílá Třemešná)

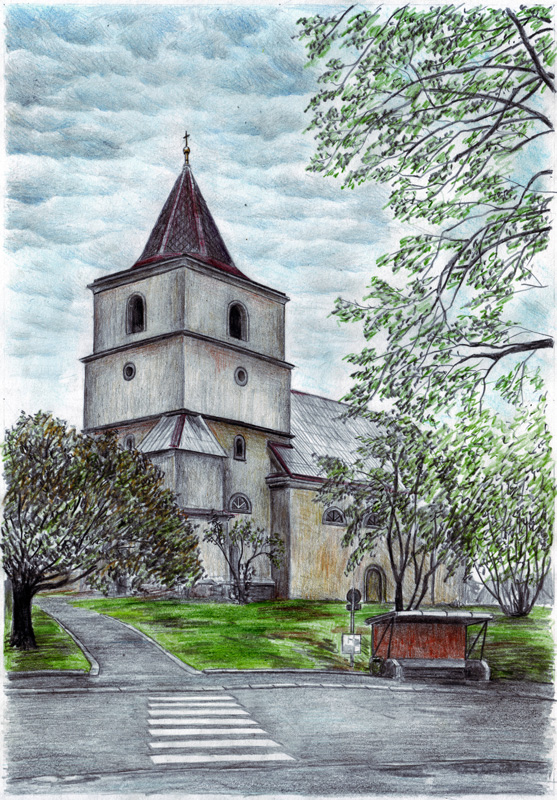
Kresba kostela

Kostel svatého Jakuba Staršího v Bílé Třemešné je původně gotická stavba, poprvé se připomíná roku 1384. Po husitských válkách zpustl, v letech 1680–1682 byl barokně přestavěn. Je chráněn jako kulturní památka České republiky.

## Architektura
Jde o jednolodní kostel s půlkruhovým uzavřeným presbytářem, se sakristií na severní straně a s věží v západním průčelí. Presbytář a sakristie jsou sklenuty valeně s výsečemi, loď plochostropá s dřevěnou kruchtou na dvou sloupech. Na západní straně půlkruhový portál, nad ním kamenná deska se znakem Sádovských ze Sloupna a s letopočtem 1691.

## Zařízení kostela
Oltář svatého Jana Nepomuckého je rokokový z 2. poloviny 18. století. Kazatelna pochází z konce 17. století, kamenná křtitelnice z 1. poloviny 18. století s reliéfními hlavičkami andílků a s kartuší (s nečitelným nápisem). Ostatní zařízení v lodi kostela je novodobé. V sakristii Madona z 18. století. Zvenku na jižní straně lodi je umístěn kamenný figurální náhrobník z roku 1578.

## Současné využití
V kostele se konají bohoslužby každou neděli v 9:30.